# Pokémon Rubí y Pokémon Zafiro
Pokémon Edición Rubí y Pokémon Edición Zafiro (en inglés: Pokémon Ruby Version & Sapphire Version), conocidos en Japón como Pocket Monsters Ruby & Sapphire (ポケットモンスター ルビー & サファイア  Poketto Monsutā Rubī & Safaia?), son dos videojuegos del género RPG pertenecientes a la tercera generación de la saga Pokémon, y los primeros en su tipo lanzados para la consola portátil Game Boy Advance de Nintendo. Ambos, marcan el principio de la tercera generación de la serie, y se ambientan en una nueva región denominada Hoenn. 
Las dos ediciones tienen una mejora significativa en la gráfica respecto de sus predecesoras, y resultan incompatibles con ellas; además, objetos de Pokémon Oro, Plata y Cristal perteneciente a la segunda generación desaparecen, mientras que aparecen otros nuevos. Ambos videojuegos incluyen más de 130 nuevos personajes de Pokémon, aunque intercambiando entre versiones solo se puede obtener poco más de 200; para tenerlos todos, es obligatorio intercambiar con Pokémon Colosseum de la GameCube o con las reediciones de la primera generación que se integraron en la tercera para Game Boy Advance, Pokémon Rojo Fuego y Verde Hoja. 
A pesar de que con Rubí y Zafiro la popularidad y ventas de Pokémon descendió, son los títulos más vendidos de la Game Boy Advance con un total de 13 millones de unidades alrededor del mundo. Entre las novedades que posee (en comparación con sus predecesores) se encuentran los concursos Pokémon, que se integran por primera vez a la saga, y que posteriormente se extendieron hasta sus sucesores Pokémon Diamante y Perla.

## Modo de juego y características
Los mecanismos básicos de Rubí y Zafiro son, en gran parte, los mismos de los anteriores lanzamientos de Nintendo. Al igual que con todos los juegos de Pokémon para consolas portátiles, el juego transcurre en tercera persona y consta de 3 pantallas básicas: un mapa de campo, en el cual el jugador se desplaza como el personaje principal, una pantalla de batalla y el menú, en el jugador configura los ajustes de juego, revisa los artículos u observa sus Pokémon. El protagonista comienza su aventura con un Pokémon y puede capturar más con pokebolas, con el objetivo de luchar contra otros Pokémon, ya sean salvajes o con entrenadores. Cuando el jugador encuentra un Pokémon salvaje o es desafiado por un entrenador a un duelo, la pantalla cambia a la pantalla de batalla, la cual es por turnos. Durante esta, el jugador puede luchar, utilizar un objeto, cambiar su Pokémon activo o huir (la última no es una opción en las batallas contra entrenadores). Todos los Pokémon poseen puntos de vida (o HP), cuando el HP un Pokémon baja a cero, este cae desmayado y no puede luchar hasta que sea reanimado. Si el Pokémon del jugador derrota al Pokémon oponente, recibe puntos de experiencia. Después de acumular suficientes puntos de experiencia, logran subir de nivel, la mayoría de los Pokémon evolucionan hacia una nueva especie de Pokémon cuando llegan a un cierto nivel y con esto, aumentan sus estadísticas, ya sea ataque, defensa, ataque especial, defensa especial, velocidad, precisión y HP.
Aparte de la lucha, la captura de Pokémon es el elemento más esencial del juego. Durante la batalla con un Pokémon salvaje (Pokémon de otros entrenadores no pueden ser capturados), el jugador puede usar una Poké Ball en el Pokémon salvaje. Si tiene éxito, el Pokémon es añadido al equipo activo del jugador (o almacenado si el jugador ya tiene seis Pokémon en su equipo) y además es registrado a su Pokédex. Algunos factores influyen en la tasa de éxito de captura como el HP y estado del Pokémon, así como la fuerza de la Poké Ball utilizada: cuanto menor HP tiene el objetivo y la Poké Ball es más fuerte, mayor es la tasa de éxito de la captura.

## Novedades y compatibilidad con otras consolas

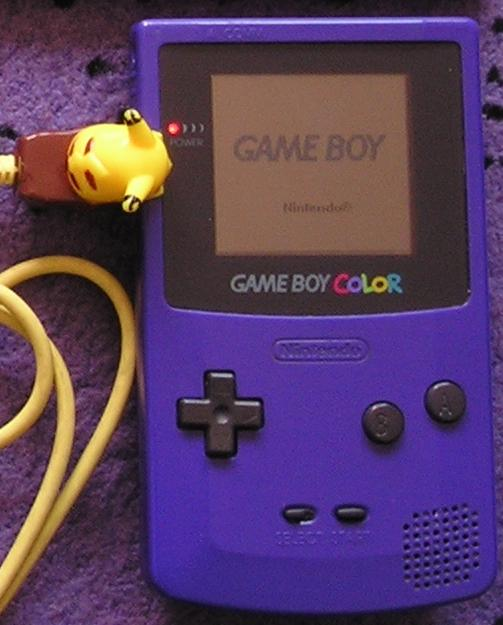
Debido a la diferencia de cables entre las consolas, Rubí y Zafiro no vinculan con las versiones anteriores de Pokémon.

El cambio más importante en la mecánica de combate es la introducción de batallas dobles, en la que el entrenador y el oponente usan dos Pokémon al mismo tiempo. En consecuencia, ciertos movimientos de Pokémon como Terremoto o Surf pueden afectar a todos los combatientes a la vez, lo que puede representar una ventaja o desventaja para quien lo usa. En ocasiones, el protagonista debe enfrentarse a 2 rivales al mismo tiempo, ya sea solo o con otro compañero. Otra de las novedades de los juegos son las habilidades y naturalezas del Pokémon. La primera es utilizada por todos los Pokémon de una determinada especie, mientras que la segunda puede variar entre una especie en particular. Las habilidades otorgan a sus titulares ciertos poderes en la batalla, como la inmunidad contra ciertos tipos de movimientos o el fortalecimiento de un tipo de movimiento, por ejemplo, un Pokémon con la habilidad de levitar, es inmune ante cualquier ataque del tipo tierra. Por su parte, la naturaleza, puede afectar la resistencia y cualquier otra estadística de los Pokémon en batalla.
Otro factor importante introducido en Rubí y Zafiro son los concursos Pokémon, que son minijuegos en los que los participantes realizan movimientos de manera estratégica ante un grupo de jueces para impresionarlos o para deshacerse de la competencia. Los Pokémon y sus movimientos, tienen una característica que puede incrementarse con Pokécubos (dulces hechos con bayas que pueden aumentar carisma, belleza, ingenio, dureza o dulzura dependiendo del sabor). Estos ayudan en la primera ronda de los concursos, donde el público presente evalúa a los Pokémon de acuerdo a su nivel de carisma, belleza, ingenio, dureza o dulzura y otorgan puntos que posteriormente son contados para decidir al ganador.
Al igual que Oro, Plata y Cristal, Rubí y Zafiro es afectado por el tiempo de la vida real, lo que influye en eventos como las mareas, el crecimiento de las plantas de bayas y la aparición de cierto tipo de Pokémon. Sin embargo, a diferencia de las versiones anteriores, en Rubí y Zafiro no es posible distinguir el día y la noche. Además, debido a las diferencias en las especificaciones técnicas de los cables de enlace Game Link Boy y Game Boy Advance y a que la estructura de datos de los Pokémon cambió completamente, Rubí y Zafiro no se vinculan con los juegos de Pokémon de generaciones anteriores, es decir no es posible luchar o intercambiar desde las versiones anteriores. Igualmente, el Pokegear de Oro, Plata y Cristal es reemplazado por el Pokenav, un dispositivo que posee características similares, como la facilidad de llamar o revisar el mapa de la región. A pesar de que el Pokenav no posee la opción de radio del Pokegear, contiene una pestaña donde se puede ver el nivel de carisma, belleza, ingenio, dureza o dulzura del Pokémon y sus cintas ganadas en concursos u otros eventos.

## Eventos especiales
Tras un año de su lanzamiento, Nintendo lanzó varias tarjetas de batalla. Cada una posee una batalla específica que se cargan en el juego de Game Boy Advance a través de un lector electrónico (o reproductor de Game Boy), y un cable link con el fin de que estas batallas revelen criaturas Pokémon que antes estaban ocultos para que puedan ser incluidos en Pokédex del jugador. Un lector electrónico especial le permitía al jugador tener el Ticket Eon, el cual da la opción de viajar a la Misteriosa Isla Sur, donde dependiendo de la versión te permite retar a los legendarios Latios (Rubí) y Latias (Zafiro). Rubí y Zafiro también son capaces de conectarse a los juegos de GameCube, Pokémon Colosseum, Pokémon XD y Pokémon Box. En los dos primeros, una vez que los jugadores llegan a cierto punto en el juego, podrán ser capaces de transferir de Pokémon Colosseum y XD a Rubí y Zafiro. Además, aquellos que preordenaron Colosseum, fueron capaces de acceder a Jirachi y ver una vista previa de la película Pokémon: Jirachi y los Deseos. Por su parte, Pokémon Box, permite a los jugadores almacenar y organizar sus Pokémon en la consola GameCube a su gusto. Para los de juegos de la DS, como Diamante y Perla son introducidos Pokémon de los juegos de Game Boy Advance mediante la inserción de un cartucho de Game Boy Advance en la ranura para cartuchos de Game Boy Avance de la Nintendo DS.

## Trama

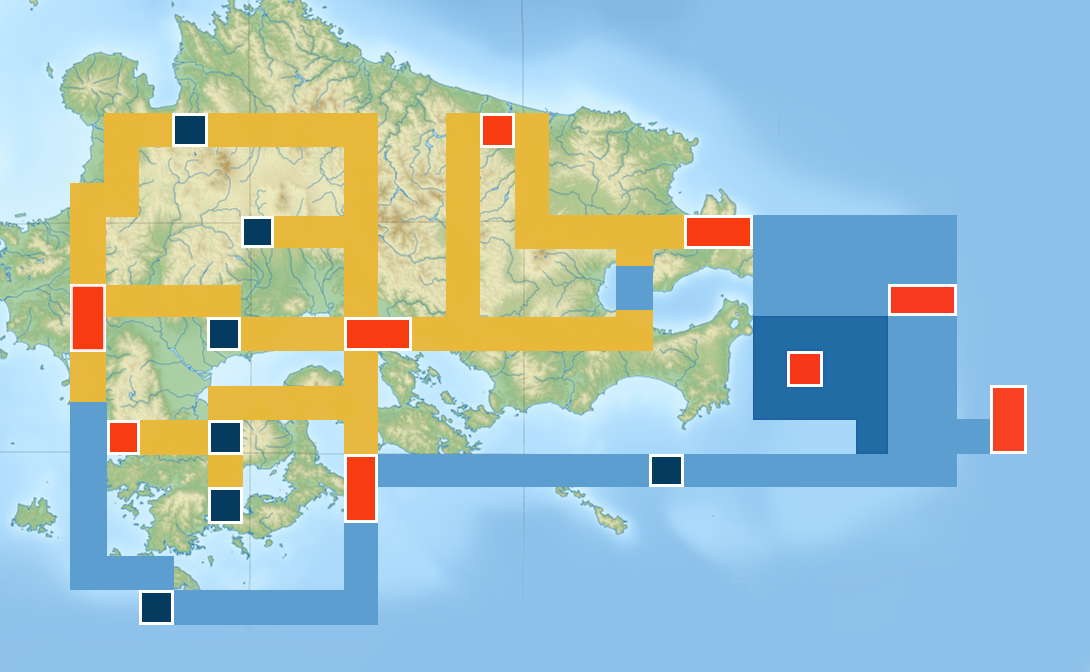
Mapa de la región ficticia de Hoenn. En la imagen se ha superpuesto sobre la isla de Kyūshū, en Japón, girada 90° a la izquierda.

Rubí y Zafiro son desarrollados en un lugar llamado Hoenn, una región ficticia basada en la isla de Kyūshū en Japón. La región contiene 9 ciudades y 6 pueblos, con diferentes ubicaciones geográficas, las cuales están conectadas por rutas. Al igual que las versiones anteriores, Rubí y Zafiro son juegos secuenciales, y los eventos especiales ocurren en un orden fijo. En ambos juegos el objetivo principal es derrotar al Alto Mando para convertirse en el nuevo campeón y completar la Pokédex capturando, evolucionando e intercambiando Pokémon, para así obtener las 386 especies disponibles. Poco antes de acercarse a la ciudad de la primera líder de gimnasio, el o la protagonista encuentran al Equipo Aqua (Zafiro) o Magma (Rubí) en el Bosque Petalia, donde él o ella rescatan a un trabajador de Devon (una empresa que fabrica pokebolas) y recuperan mercancía Devon. Al llegar a Pueblo Pardal (después de derrotar al líder del tercer gimnasio), el protagonista descubre que el Profesor Cozmo, un astrónomo, ha sido secuestrado por el equipo Aqua/Magma. El protagonista descubre una cueva, llamada Cascada Meteoro, pero es demasiado tarde para evitar que los malhechores escapen al Monte Chimenea con el meteorito. El jugador sigue al equipo Aqua/Magma hasta la montaña y descubre en él que el equipo Aqua/Magma están preparando utilizar el meteorito para alterar el clima de la región —en el caso del equipo Aqua, quieren elevar el nivel de los mares para que los Pokémon agua dominen el mundo, mientras que el equipo Magma quiere llenarlo con magma volcánica para extender los continentes—.
Luego de derrotar al líder del equipo y devolver el meteorito al Profesor Cozmo, el jugador viaja hasta el quinto gimnasio donde derrota a su padre y continúa su aventura. Nuevamente, el equipo Aqua/Magma intenta cambiar el clima de la región, esta vez con el robo de un Castform, un Pokémon con la habilidad de cambiar el clima. Después de que el protagonista arruina sus planes y vence al sexto líder de gimnasio, el equipo Aqua/Magma roban un orbe con la capacidad de controlar un Pokémon legendario (Groudon en Rubí y Kyogre en Zafiro). Asimismo, roban un submarino del capitán Stern en Ciudad Portual para acceder a una cueva submarina. Sin embargo, el protagonista se infiltra en la guarida del equipo, pero no logra evitar que el submarino sea utilizado. A continuación, viajan con el orbe a la Caverna en el fondo marino, donde lo utilizan para despertar a Groudon o Kyogre. Una vez despierto, el Pokémon se desplaza a la Cueva Ancestral, lo que provoca una sequía en toda la región (Rubí) o tormentas severas (Zafiro). Cuando el protagonista vence (o captura) al Pokémon, el clima de la región vuelve a la normalidad y el equipo Aqua/Magma decide no seguir haciendo fechorías. Finalmente, solo resta vencer a Pluvio, el último líder de gimnasio y acceder a la liga Pokémon para convertirse en campeón.

### Pokémon iniciales
En esta entrega se presentan los siguientes iniciales:
- Treecko: el inicial de tipo planta, es un Pokémon gecko.
- Torchic: de tipo fuego, es un simpático pollito.
- Mudkip: es el Pokémon inicial de tipo agua, está basado en el saltarín del fango, aunque su aspecto tiene características de ajolote.

## Desarrollo y lanzamiento

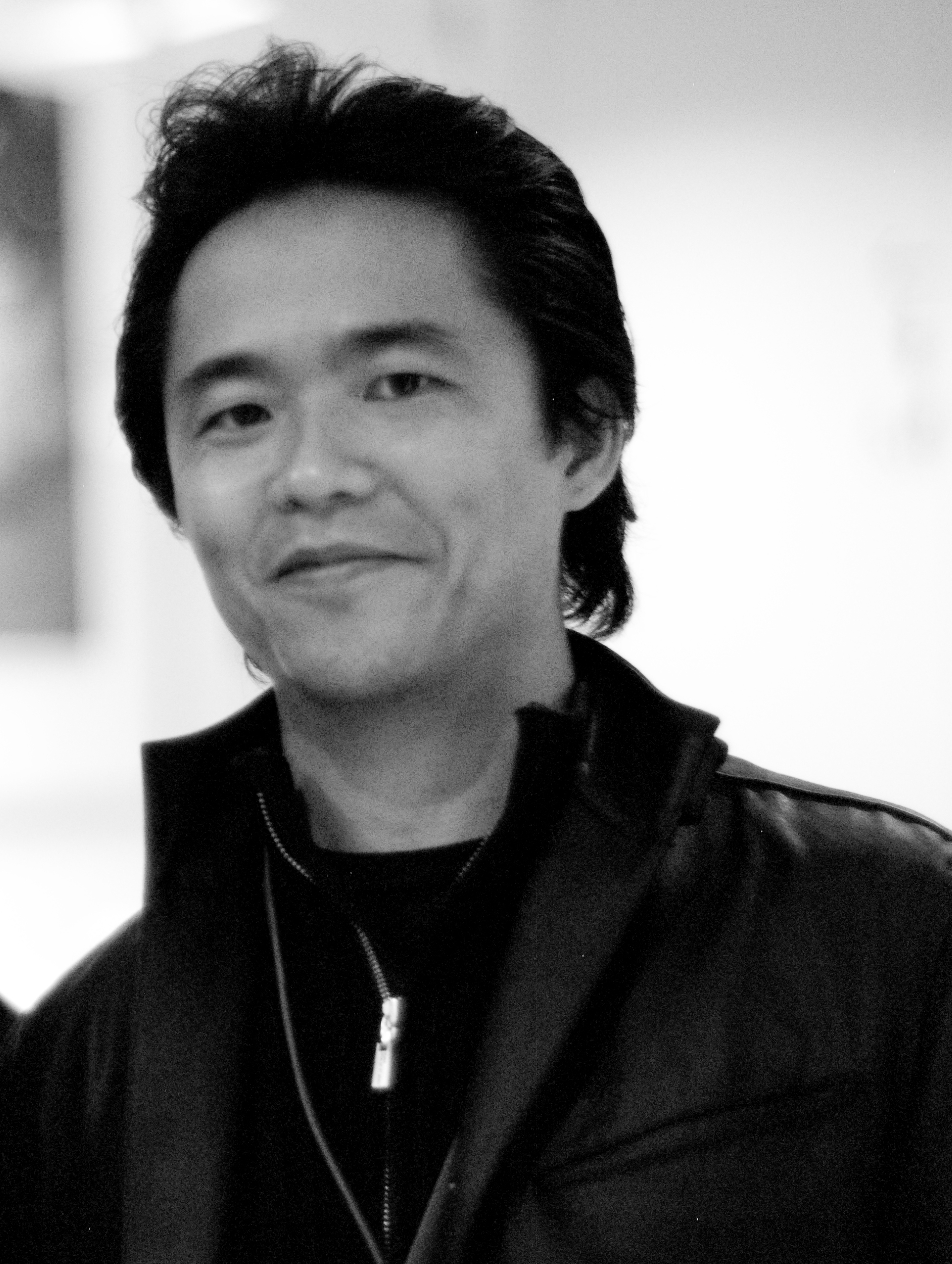
Junichi Masuda se hizo cargo de la dirección de los juegos.

Rubí y Zafiro fueron desarrollados por Game Freak y Nintendo bajo la dirección de Junichi Masuda. Al igual que sus precedentes, Ken Sugimori quedó al cargo de la dirección artística. Cuando se le preguntó a Sugimori sobre su diseño acerca de todos los Pokémon nuevos, declaró que sus ideas son basadas en experiencias pasadas de su infancia relacionadas con la naturaleza, los animales y los medios de comunicación y luego transformarla en los insectos. Además añadió que: «Incluso mirando el mundo desde una perspectiva diferente a veces puede ser una fuente de inspiración para las criaturas. Primero seleccionamos un insecto y después de eso le añadimos elementos esenciales para que sean más como Pokémon, como agregar un poco más de forma, para ser como el acero». Cuando la Game Boy Advance comenzó a manejar nuevos y mejores gráficos, Rubí y Zafiro fueron lanzados permitiendo un máximo de 4 personas para conectarse a la vez, en las versiones anteriores solo se podían 2. Sin embargo, el equipo de desarrollo utiliza un motor gráfico básico para mantener el juego simple y no demasiado confuso.
El equipo quería que los juegos atrajeran a una gran audiencia, por lo que el software fue diseñado para ser lo suficientemente fácil para que las nuevas generaciones de niños jugaran, pero las nuevas características añadidas son especialmente para los jugadores veteranos. Junichi Masuda afirmó que la filosofía básica de todos los juegos de Pokémon es la comunicación, en la serie Pokémon, esto es manifestado en el comercio y la lucha con otras personas. Cuando se le preguntó sobre el nuevo concepto de las batallas dobles, los desarrolladores expresaron que trataron de centrarse más en el formato original de batallas uno a uno y solo agregaron las batallas dobles como un «nuevo reto». Los juegos fueron los primeros en no contener a todos los Pokémon de generaciones anteriores. Sugimori dijo que el equipo trató de incluir a todos los Pokémon nuevos, así como algunos de las generaciones anteriores. Cuando se le preguntó acerca de los Pokémon restantes, comentó que no pudieron ser incluidos debido a restricciones técnicas. Añadió que quería que cada Pokémon pudiera hacer hasta 3 diferentes tipos de sonidos según su estado de ánimo.
A pesar del arduo trabajo puesto en los juegos, Nintendo no promovió Rubí y Zafiro en la convención E3 de 2002 como era de esperar. Sin embargo, la empresa premió con monedas holográficas de colección a quienes preordenaran cualquiera de las versiones. Más tarde ese año, Nintendo se asoció Toys 'R' Us desde el 19 de julio al 1 de septiembre para lanzar el boleto EON Summer Tour, el cual contenía 125 juguetes de dicha tienda. Para promover los juegos, Nintendo colaboró además con la marca de bebidas Vimto del Reino Unido. Finalmente el juego fue lanzado el 21 de noviembre de 2002.

## Recepción

### Comentarios de la crítica
Rubí y Zafiro contaron con reseñas generalmente de carácter positivo. IGN los describió como «increíbles» y les dio una nota de 9,5 puntos de 10. Además, los lectores del sitio lo calificaron como uno de sus juegos favoritos, por lo que recibió el premio de los editores. En 2007, IGN lo colocó en el número diez de su lista de «los 25 mejores juegos de Game Boy Advance de todos los tiempos». Por su parte, GameZone también le dio a los juegos un 9,5 sobre 10 y les entregó el premio a la excelencia. También añadió que son más «refinado y exigente que las versiones anteriores». Aunque hizo comentarios negativos sobre los gráficos al decir que: «Aún usan la animación simple y los personajes básicos que crearon en el original Game Boy A Color» Maura Sutton del sitio web Computer and Video Games comentó que son «increíblemente atractivos y adictivos», además alabó los gráficos describiéndolos como «maravillosos». Finalmente les puso una calificación de 9 sobre 10. Greg Kasavin de GameSpot escribió que son «un paseo de principio a fin», pero afirmó que «no ofrecen un gran reto», por lo que les otorgó 8,1 puntos sobre 10.
A Martin Taylor de Eurogamer y al sitio 1UP.com los entusiasmó menos los juegos, el primero consideró que la mecánica cansa muy rápido, dando a los juegos un 7 de 10, y el segundo les puso una «B-», además de comentar que eran «exhaustivos» y que las batallas dobles fueron «infrautilizadas». Los sitios 1UP y IGN señalaron que los gráficos solo habían tenido mejoras mínimas. Por otro lado, el audio en general tuvo críticas positiva. GameZone dijo que la música «era molesta a veces, pero también es muy bueno. Me encontré tarareando la música cuando yo no estaba jugando». Otras quejas incluyen la eliminación del sistema de tiempo de las versiones Oro y Plata y la imposibilidad de importar Pokémon de los juegos de las generaciones anteriores.

### Recibimiento comercial
Rubí y Zafiro fueron muy esperados y contaron con buenas ventas alrededor del mundo, aunque menores en comparación con los anteriores juegos de Pokémon. En Japón se vendieron 1,25 millones de unidades en los primeros 4 días de exhibición y fueron los juegos más vendidos de la temporada navideña de 2002. Las ventas subieron a 4,4 millones en la sexta semana de su lanzamiento. También se convirtieron en los segundos juegos en vender 2 millones de copias en Japón desde 2001 de Final Fantasy X y los primeros juegos para una consola portátil desde el año 2000 de Yu-Gi-Oh! Duel Monsters 4. En Norteamérica, Nintendo vendió alrededor de 2,2 millones de unidades en abril de 2003 (un mes después del lanzamiento de los juegos ahí). Rubí y Zafiro fueron el segundo y tercer juegos más vendidos de 2003. En Europa tuvo una buena recepción siendo el segundo juego más vendido del año, detrás de Buscando a Nemo de Disney Pixar. Incluso antes de su lanzamiento, los minoristas europeos importaron cartuchos desde Estados Unidos para pagar la alta demanda de los juegos. Con 15,85 de unidades vendidas en todo el mundo, los juegos son los títulos más vendidos de la Game Boy Advance.

## Juegos relacionados

### Pokémon Esmeralda
Pokémon Emerald Version (en español: Pokémon Edición Esmeralda), conocido en Japón como Pocket Monsters Emerald (ポケットモンスター エメラルド Poketto Monsutā Emerarudo?), es el duodécimo juego en la serie de videojuegos de Pokémon en Japón y el undécimo en Norteamérica y Europa. Es una versión actualizada de Rubí y Zafiro y fue lanzada en Japón el 16 de septiembre de 2004, en Norteamérica el 1 de mayo de 2005, en Australia el 9 de junio de 2005 y en Europa el 21 de octubre de 2005.
Esmeralda es en realidad una extensión de Rubí y Zafiro, ya que introduce nuevas características. La trama es modificada, tanto el equipo Magma como el Aqua son villanos que están atrapados en una guerra de bandas constante y su objetivo sigue siendo despertar a Groudon y Kyogre, respectivamente. Cuando los 2 Pokémon legendarios comienzan a luchar entre sí, el protagonista debe liberar al Pokémon legendario Rayquaza para calmarlos. Algunas de las mecánicas de juego cambiaron también. Aunque las batallas dobles fueron marcadas claramente excesivas en Rubí y Zafiro, en Esmeralda dos entrenadores independientes podrían unirse a la batalla como un dúo. Después de derrotar al Alto Mando, el jugador puede volver a batallar con los líderes de gimnasio en una batalla doble si son llamados por su Pokénav. Además, los hologramas de los Pokémon están animados en la batalla como si estuvieran en Pokémon Cristal. Otro aspecto que resalta es la incorporación del frente de batalla, el cual en las versiones anteriores es imposible acceder.
Esmeralda tuvo una buena recepción tanto crítica como comercial. El juego tiene una calificación global de 76,65% en Game Rankings. GameSpot le dio 7,5 puntos sobre 10. IGN lo describió «estupendo» y le otorgó una nota de 8,0 sobre 10. Eurogamer lo clasificó con una puntuación de 7,5 sobre 10 y además comentó que Esmeralda es mejor que Rubí y Zafiro por ser «más duro y más largo». Mundialmente, el juego vendió 6,41 millones de unidades, lo que hace el tercero más vendido de la Game Boy Advance, detrás de Rubí y Zafiro y Rojo Fuego y Verde Hoja. Esta edición corrigió un error cuando el comercio de Pokémon entre la generación de Hoenn y la generación de Kanto cuando se utiliza un adaptador inalámbrico, ya que el Pokémon Rubí y Zafiro no eran compatibles con el adaptador inalámbrico.

### Pokémon Box: Rubí y Zafiro

Logo oficial de Pokémon Box: Rubí y Zafiro

Pokémon Box: Rubí y Zafiro, o simplemente Pokémon Box, es un juego de Pokémon para la consola GameCube, que incluye un cable de Nintendo GameCube, uno de Game Boy Advance y una tarjeta de memoria 59 bloques. Se lanzó en Japón el 30 de mayo de 2003 y en Norteamérica el 11 de julio de 2004, pero solo a través de la New York Pokémon Center y su tienda en línea. El juego es esencialmente un sistema de almacenamiento de los juegos de Game Boy Advance de Pokémon que permite a los jugadores intercambiar y almacenar Pokémon que ha capturado en las ediciones Rubí, Zafiro, Esmeralda, Rojo Fuego y Verde Hoja en una tarjeta de memoria de GameCube. Los jugadores pueden organizar e interactuar con sus Pokémon en la GameCube, lo que les permite reproducirse. Pokémon únicos también pueden ser adquiridos de esta forma. Otra novedad es el «Escaparate», donde los jugadores pueden crear y mostrar piezas del juego de Pokémon.
Nintendo se refiere al juego como «el software Pokémon más exclusivo jamás ofrecido a los admiradores de Pokémon en América del Norte». A pesar de esto, en general fue considerado innecesario por varios críticos. Craig Harris de IGN elogió la interfaz, ya que hace que la organización de Pokémon sea mucho más fácil en comparación con la interfaz de Game Boy Advance, así como el emulador que permite a Rubí y Zafiro ser reproducidos en la GameCube. También declaró que el juego era un buen negocio debido a la inclusión de una tarjeta de memoria y cable. Sin embargo, Harris citó al «Escaparate» como «totalmente innecesario y completamente fuera de lugar», y dijo que en general el juego le faltaba mucho por hacer. Él escribió: «Está orientado específicamente para los fanáticos realmente duros de Pokémon, pero requiere de tantos elementos específicos para ser realmente útil para cualquier persona». AllGame le dio tres estrellas y media de cinco.

### Pokémon Pinball: Rubí y Zafiro
Pokémon Pinball: Rubí y Zafiro es un juego que tiene todas las características de un juego de pinball, incluyendo las tablas de bonificación, varias defensas y formas de anotar puntos masivos. Al igual que un juego de pinball estándar, el juego cuenta con 200 Pokémon, dos mesas principales y de apoyo un cable link. El juego trae un modo de captura, el cual se activa al disparar en el bucle de la derecha un par de veces. Luego del que jugador da en el blanco, se inicia el modo de golpear las defensas tres veces para revelar al Pokémon que será capturado, y luego golpear a este tres veces para capturarlo. La evolución de los Pokémon sigue una fórmula similar. Más allá de eso, hay pequeños juegos de bonificación que llevan al usuario fuera del campo de juego principal para luchar contra los monstruos más grandes, también nace un nuevo modo que permite a un Pokémon salir del cascarón de un huevo, y así poder atrapar los Pokémon bebé. El juego salió al mercado el 1 de agosto de 2003 en Japón, el 28 del mismo mes y año en Estados Unidos, Australia fue el tercer país al que llegó en septiembre de 2003 y por último llegó a Europa el 14 de noviembre de 2003. A comparación de su antecedente, Pokémon Pinball, este trae la posibilidad de evolucionar los Pokémon capturados y capturar Pokémon de distintas zonas como bosque, llano, océano y cueva con una opción de «viaje», en el cual no cambiará el color de la mesa si no un pequeño cuadro situado un poco más abajo del centro de la tabla. Al igual que en sus antecedentes también existe el «dinero» con el cual entrando a la «modalidad de tienda» se podrá comprar tiempo para que Latias (tabla de Zafiro) o Latios (tabla de Rubí) salven la bola, si esta llegase a caer fuera del tablero. Además, existe otro método de acumular puntuación: «las rondas de bonos», las cuales se activan al haber capturado 3 Pokémon (ya sea por captura o por evolución), las rondas de bonificación transportan de la mesa principal a la tabla de bonificación que son usadas con un tiempo limitado. La ronda se juega depende de la ubicación y de la tabla que se está jugando, normalmente cada ronda de bonificación trae un personaje jefe.